# Nashia cayensis
Nashia cayensis là một loài thực vật có hoa trong họ Cỏ roi ngựa. Loài này được Britton mô tả khoa học đầu tiên năm 1915.